# Campoplex sauteri
Campoplex sauteri är en stekelart som först beskrevs av Tohru Uchida 1932.  Campoplex sauteri ingår i släktet Campoplex och familjen brokparasitsteklar. Inga underarter finns listade.